# Marcel Risse
Marcel Risse (Colonia, Renania del Norte-Westfalia, Alemania del Oeste, 17 de diciembre de 1989) es un exfutbolista alemán que jugaba de centrocampista.
Originario de Colonia, jugó con el Bayer Leverkusen, el 1. FC Núrnberg y el Mainz 05.

## Selección nacional
Fue internacional en niveles inferiores por la selección de Alemania, en las categorías sub-19 y sub-20.

## Estadísticas
Actualizado al último partido disputado en su carrera deportiva.
| Club                              | Div.          | Temporada     | Liga  | Liga  | Copas nacionales | Copas nacionales | Copas internacionales | Copas internacionales | Otras | Otras | Total | Total |
| Club                              | Div.          | Temporada     | Part. | Goles | Part.            | Goles            | Part.                 | Goles                 | Part. | Goles | Part. | Goles |
| --------------------------------- | ------------- | ------------- | ----- | ----- | ---------------- | ---------------- | --------------------- | --------------------- | ----- | ----- | ----- | ----- |
| Bayer 04 Leverkusen II · Alemania | 4.ª           | 2006-07       | 1     | 0     | —                | —                | —                     | —                     | —     | —     | 1     | 0     |
| Bayer 04 Leverkusen II · Alemania | 4.ª           | 2007-08       | 0     | 0     | —                | —                | —                     | —                     | —     | —     | 0     | 0     |
| Bayer 04 Leverkusen · Alemania    | 1.ª           | 2007-08       | 3     | 0     | 0                | 0                | 0                     | 0                     | 0     | 0     | 3     | 0     |
| Bayer 04 Leverkusen · Alemania    | Total club    | Total club    | 3     | 0     | 0                | 0                | 0                     | 0                     | 0     | 0     | 3     | 0     |
| Bayer 04 Leverkusen II · Alemania | 4.ª           | 2008-09       | 5     | 1     | —                | —                | —                     | —                     | —     | —     | 5     | 1     |
| Bayer 04 Leverkusen II · Alemania | Total club    | Total club    | 6     | 1     | 0                | 0                | 0                     | 0                     | 0     | 0     | 6     | 1     |
| F. C. Núremberg · Alemania        | 2.ª           | 2008-09       | 12    | 0     | 0                | 0                | —                     | —                     | 1     | 0     | 13    | 0     |
| F. C. Núremberg · Alemania        | 1.ª           | 2009-10       | 20    | 0     | 1                | 0                | —                     | —                     | 2     | 0     | 23    | 0     |
| F. C. Núremberg · Alemania        | Total club    | Total club    | 32    | 0     | 1                | 0                | 0                     | 0                     | 3     | 0     | 36    | 0     |
| 1. FSV Mainz 05 II · Alemania     | 4.ª           | 2010-11       | 1     | 0     | —                | —                | —                     | —                     | —     | —     | 1     | 0     |
| 1. FSV Mainz 05 · Alemania        | 1.ª           | 2010-11       | 25    | 2     | 1                | 0                | —                     | —                     | —     | —     | 26    | 2     |
| 1. FSV Mainz 05 · Alemania        | 1.ª           | 2011-12       | 10    | 1     | 2                | 0                | 2                     | 1                     | —     | —     | 14    | 2     |
| 1. FSV Mainz 05 · Alemania        | 1.ª           | 2012-13       | 21    | 1     | 2                | 0                | —                     | —                     | —     | —     | 23    | 1     |
| 1. FSV Mainz 05 · Alemania        | Total club    | Total club    | 56    | 4     | 5                | 0                | 2                     | 1                     | 0     | 0     | 63    | 5     |
| 1. FSV Mainz 05 II · Alemania     | 4.ª           | 2012-13       | 2     | 0     | —                | —                | —                     | —                     | —     | —     | 2     | 0     |
| 1. FSV Mainz 05 II · Alemania     | Total club    | Total club    | 3     | 0     | 0                | 0                | 0                     | 0                     | 0     | 0     | 3     | 0     |
| F. C. Colonia · Alemania          | 2.ª           | 2013-14       | 31    | 9     | 3                | 2                | —                     | —                     | —     | —     | 34    | 11    |
| F. C. Colonia · Alemania          | 1.ª           | 2014-15       | 29    | 5     | 2                | 0                | —                     | —                     | —     | —     | 31    | 5     |
| F. C. Colonia · Alemania          | 1.ª           | 2015-16       | 33    | 3     | 2                | 0                | —                     | —                     | —     | —     | 35    | 3     |
| F. C. Colonia · Alemania          | 1.ª           | 2016-17       | 13    | 2     | 2                | 2                | —                     | —                     | —     | —     | 15    | 4     |
| F. C. Colonia · Alemania          | 1.ª           | 2017-18       | 16    | 1     | 1                | 0                | 1                     | 0                     | —     | —     | 18    | 1     |
| F. C. Colonia · Alemania          | 2.ª           | 2018-19       | 21    | 1     | 2                | 1                | —                     | —                     | —     | —     | 23    | 2     |
| F. C. Colonia · Alemania          | 1.ª           | 2019-20       | 6     | 0     | 1                | 0                | —                     | —                     | —     | —     | 7     | 0     |
| F. C. Colonia · Alemania          | Total club    | Total club    | 149   | 21    | 13               | 5                | 1                     | 0                     | 0     | 0     | 163   | 26    |
| F. C. Viktoria Colonia · Alemania | 3.ª           | 2020-21       | 29    | 4     | —                | —                | —                     | —                     | —     | —     | 29    | 4     |
| F. C. Viktoria Colonia · Alemania | 3.ª           | 2021-22       | 34    | 3     | 0                | 0                | —                     | —                     | —     | —     | 34    | 3     |
| F. C. Viktoria Colonia · Alemania | 3.ª           | 2022-23       | 26    | 3     | 1                | 0                | —                     | —                     | —     | —     | 27    | 3     |
| F. C. Viktoria Colonia · Alemania | Total club    | Total club    | 89    | 10    | 1                | 0                | 0                     | 0                     | 0     | 0     | 90    | 10    |
| Total carrera                     | Total carrera | Total carrera | 338   | 36    | 20               | 5                | 3                     | 1                     | 3     | 0     | 364   | 42    |
| 1. 2. 3.                          |               |               |       |       |                  |                  |                       |                       |       |       |       |       |